# 金山 (加利福尼亞州普萊瑟縣)
金山（英語：Gold Hill）是位於美國加利福尼亞州普萊瑟縣的一個非建制地區。該地的面積和人口皆未知。

## 地理
金山的座標為38°54′06″N 121°10′54″W / 38.90167°N 121.18167°W，而該地的平均海拔高度為108米（即354英尺）。